# Klostret Pomposa

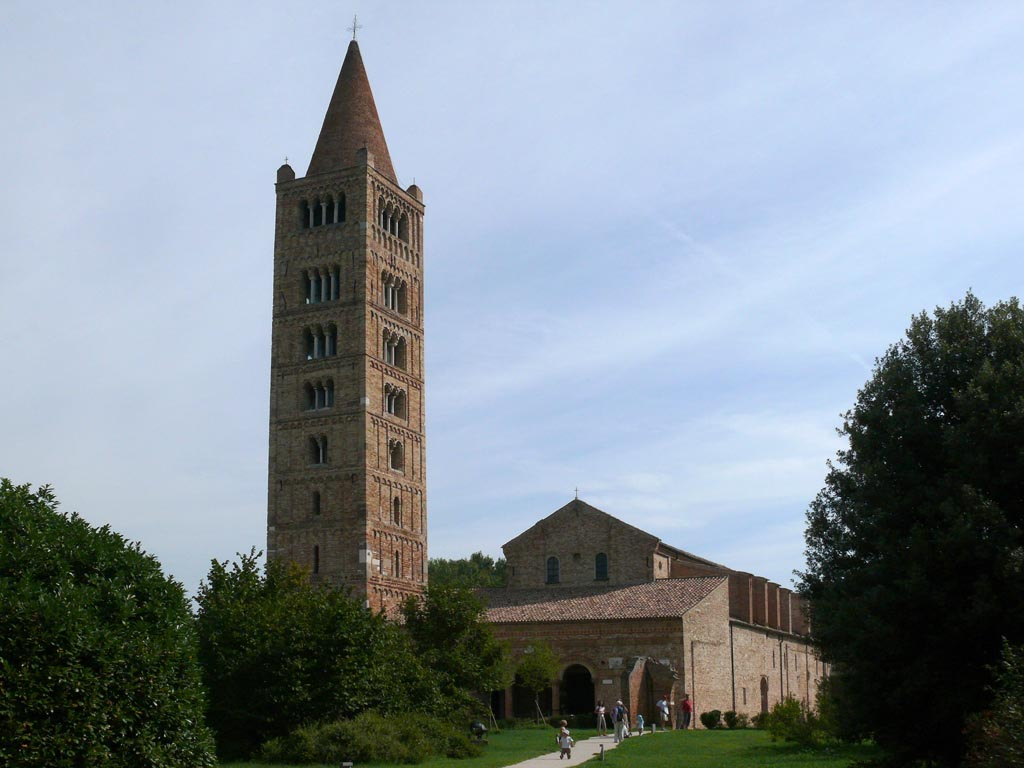
Klostret Pomposa

Klostret Pomposa är ett benediktinerkloster i den italienska kommunen Codigoro nära Ferrara. Det var ett av de mest berömda i Norditalien och känt för de karolingska manuskript som bevarats i det innehållsrika biblioteket, ett av de rikaste av karolingska arkiv, och för de romanska byggnaderna.